# Верхняя ушная мышца
Верхняя ушная мышца (лат. Musculus auricularis superior) располагается рядом с передней ушной мышцей. Начинается над ушной раковиной от сухожильного шлема, направляется вниз и прикрепляется к верхнему отделу хряща ушной раковины.
Пучок волокон верхней ушной мышцы, который вплетается в сухожильный шлем, выделяется в отдельную мышцу и называется височно-теменной мышцей (лат. Musculus temporoparietalis).

## Функция
Смещает ушную раковину кверху, натягивает сухожильный шлем. Остатки ушной мускулатуры человека — классический пример рудиментарных органов. Как известно, люди, которые умеют двигать ушами встречаются достаточно редко.